# 5651 Траверса
5651 Траверса (5651 Traversa) — астероїд головного поясу, відкритий 14 лютого 1991 року.
Тіссеранів параметр щодо Юпітера — 3,140.